# 钱文挥
钱文挥，男，汉族，中华人民共和国金融人物，现任中国农业发展银行党委书记、副董事长、行长。